# کاروان‌ها (فیلم ۱۹۷۸)
کاروان‌ها (به انگلیسی: Caravans) یک فیلم درام-ماجراجویی محصول ۱۹۷۸ و ساختهٔ مشترک ایران و آمریکا است. داستان فیلم برگرفته از کتابی به همین نام نوشته جیمز ای میچنر است که در سال ۱۹۶۲ منتشر شده بود. این فیلم در ایران (در قلعه مزرعه حاج حسن اصفهانی و بیابان های اطراف اصفهان و بوشهر) ضبط شده و بازیگرانی شامل آنتونی کوئین، جنیفر اونیل، بهروز وثوقی، مایکل سارازین و محمدعلی کشاورز و کریستوفر لی در آن ایفای نقش کرده‌اند.

## خلاصهٔ داستان
روایت داستان در سال ۱۹۴۸ و در یک کشور خیالی به اسم زادستان (ایران -کوه خواجه سیستان) در جریان است. مارک میلر (با بازی مایکل سارازین) کارمند جوان سفارت آمریکا مأمور می‌شود تا به دنبال الن جاسپر (جنیفر اونیل) دختر سناتور جاسپر که بعد از ازدواج با سرهنگ نصرالله (بهروز وثوقی) ناپدید شده‌است، بگردد.
در طی تحقیقاتی، مارک میلر متوجه می‌شود که الن جاسپر از دست شوهر خود، سرهنگ نصرالله، فرار کرده‌است و در میان یک گروه عشایری که سردستهٔ آنان ذوالفقار (آنتونی کوئین) و همسرش (سوزان وزیری) است به سر می‌برد.
مارک میلر در متقاعد کردن الن برای بازگشت به نزد پدرش ناکام می‌ماند اما مارک که در این هنگام با کاروان همراه شده‌است، متوجه می‌شود که ذوالفقار یک یاغی است که در برابر پیشنهادهای دولت مرکزی برای اسکان دائمی قبیلهٔ خود مقاومت می‌کند و ضمناً با همراهی شکور (محمدعلی کشاورز) به قاچاق سلاح روسی اشتغال دارد.

## بازیگران
- آنتونی کوئین در نقش ذوالفقار
- مایکل سارازین در نقش مارک میلر
- کریستوفر لی در نقش صادق خان
- جنیفر اونیل در نقش الن جاسپر
- بهروز وثوقی در نقش سرهنگ نصرالله
- جوزف کاتن در نقش کراندال
- بری سالیوان در نقش ریچاردسون
- جرمی کمپ در نقش دکتر اسمیت
- دانکن کوین در نقش محب
- بهروز گرامیان در نقش پسر دهقان (بهروز گورامیان)
- محمدعلی کشاورز در نقش شکور
- پرویز غریب افشار در نقش نورمحمد
- فهیمه آموزنده در نقش میرا
- محمد تقی کهنمویی در نقش مفتون
- خسرو طباطبایی در نقش پسر رقصنده

## نقدها
حماسه جعلی» توصیف کرد و افزود. او یک طرح ساختگی دارد که بر اساس رمان جیمز میچنر ساخته شده‌است، بازی بدی دارد، دیالوگ‌های غیرقابل باوری دارد و کلیشه ای در کتاب‌ها دارد، از جمله پایانی با کاروانی که در مقابل غروب آفتاب ترسیم شده‌است. حتی یک بازیگر بسیار قابل اعتماد. همان‌طور که آنتونی کوئین احمق به نظر می‌رسد؛ او ماچوی خود را با غرغر و غر زدن نشان می‌دهد، و گاهی اوقات یک نگاه عجیب و غریب در چهره اش دیده می‌شود که نشان می‌دهد واقعاً در مورد این همه مزخرفات چه فکر می‌کند." تنوع مشکل اصلی «کاروان‌ها» ایرانی‌ها نیستند، هالیوود هستند. تقریباً در هر لحظه ساختگی فیلم، و تعداد زیادی از آنها، رنگ هالیوود را با پوششی سنگین پوشانده‌است. آمریکایی‌ها را بردارید. البته، و شما چنین فیلم شیکی نخواهید داشت، اما ممکن است یک فیلم صادق تر داشته باشید." راجر ایبرت از شیکاگو سان تایمز به فیلم ۲ ستاره از ۴ ستاره داد و نوشت که "آهسته و واضح است، و در پایان نسبتاً بی‌معنی"، اما "اگر با یک بعد از ظهر یکشنبه آهسته روبرو هستید. زمان زیادی قبل از انجام کباب کردن، «کاروان‌ها» می‌تواند در نوع خود سرگرم‌کننده باشد." ژن سیکل از شیکاگو تریبون۱ ستاره از ۴را به فیلم داد و آن را "یک ماجراجویی بیابانی کاملا خنده دار" نامید که رابطه بین کوین و اونیل "کوتاه کوتاه" می‌شود و فیلم فاقد "صحنه اکشن بدون هیچ ارزشی است. یک نوع نبرد وجود دارد. اما کارگردان جیمز فارگو… این صحنه‌ها را در نماهای متوسط خسته کننده می‌گیرد. آنها به قدری هیجان انگیز هستند که گویی با مدل‌هایی در جعبه شن گرفته شده‌اند." کوین توماس از لس آنجلس تایمز این فیلم را "یک حماسه عاشقانه هیجان‌انگیز در مقیاسی بزرگ که با تکه‌هایی از دیالوگ‌های واقعاً وحشتناک خدشه‌دار شده‌است. و ماجراجویی بالا، احتمالاً فقط برای کمترین تبعیض (یا بیشتر از همه) سرگرم کننده است. گری آرنولد از واشنگتن پست نوشت، "کاروان هاً خوش شانس خواهند بود اگر از آن به عنوان یک شکست گران‌قیمت یاد شود… از قضا، خلأ فیلم با تضاد بین طرح ضعیف، ضعیف و مناظر وسیع و باشکوه آن بزرگتر می‌شود. "کاروان هاً آنقدر بی اثر است که نمی‌توان با مزایای فوتوژنیک مناظر چشمگیر نجات پیدا کرد." تیم پولین از ماهنامه فیلم بولتن نوشت که "فریب دوگانه الن به‌طور قاطعانه نمایش داده نشده‌است و داستان فرعی اسلحه عمدتاً به چند اشاره مرموز به اکشن خارج از صفحه نمایش تنزل داده شده‌است؛ بنابراین فیلم به تمرینی طاقت فرسا در ضدیت تبدیل می‌شود. -به اوج رسیدن

## عوامل دوبله
- ایرج ناظریان | آنتونی کووین / ذوالفقار
- زهره شکوفنده | جنیفر اونیل / دختر سفیر
- حسین عرفانی | بهروز وثوقی / سرهنگ نصرالله
- سعید مظفری | مایکل سارازین / مارک میلر
- اکبر منانی
- اصغر افضلی
- تورج نصر
- عطاالله کاملی
- عزت‌الله مقبلی
- ارشاک قوکاسیان
- محمد بهره‌مندی
- احمد رسول زاده